# یوزف ویزه‌هوفر
یوزف ویزه‌هوفر (به آلمانی: Josef Wiesehöfer) پژوهشگر و استاد تاریخ باستان در دانشگاه کیل است. او در زمینهٔ تاریخ ایران قبل از اسلام و تاریخ اشکانیان و شیوهٔ ارتباط روم و یونان با خاور نزدیک باستان شناخته‌شده است و پژوهش‌هایی در این زمینه دارد. او ویراستار جلد یازدهم تاریخ هخامنشیان است.

## آثار
ویراستار:
- امپراتوری اشکانی و اسناد و منابع آن: مجموعهٔ مقالات، ترجمه: هوشنگ صادقی، خشایار بهاری، فرید جواهر کلام، آرزو رسولی طالقان)، نشر فرزان‌روز، ۱۳۹۲
- یوزف ویزه‌هوفر (ویراستار). تاریخ هخامنشیان: مطالعاتی درباره تاریخ ایران: رسالاتی به یادبود دیوید لوئیس. ج. ۱۱. ترجمهٔ مرتضی ثاقب‌فر. تهران: انتشارات توس.

نویسندگی:
- قیام گئوماته و آغاز پادشاهی داریوش اول، ترجمهٔ هوشنگ صادقی، نشر اختران
- ایران باستان (از ۵۵۰ پیش از میلاد تا ۶۵۰ پس از میلاد)، ترجمهٔ مرتضی ثاقب‌فر، نشر ققنوس
- تاریخ پارس: از اسکندر مقدونی تا مهرداد اشکانی، ترجمهٔ مرتضی ثاقب‌فر، نشر ققنوس

- Das frühe Persien. Geschichte eines antiken Weltreichs, C.H. Beck, 5. Auflage München ۲۰۰۹ ( Beck'sche Reihe Wissen )

ویراستاری
- unter Mitarbeit von Henning Börm: Theodor Mommsen. Gelehrter, Politiker und Literat, Franz Steiner Verlag, Stuttgart 2005 ISBN 3-515-08719-2
- با Philip Huyse: Eran ud Aneran, Franz Steiner Verlag, Stuttgart 2006.
- با Norbert Ehrhardt und Henning Börm: Monumentum et instrumentum inscriptum. Beschriftete Objekte aus Kaiserzeit und Spätantike als historische Zeugnisse, Franz Steiner Verlag, Stuttgart 2008.
- با Henning Börm: Commutatio et contentio, Wellem Verlag, Düsseldorf 2010.
- با Robert Rollinger und Giovanni Lanfranchi: Die Welt des Ktesias. Ctesias' world, Harrasowitz, Wiesbaden 2011.